# Hans Holfelder (Jugendfunktionär)
Hans Holfelder (* 17. September 1900 in Wien; † 20. Jänner 1929) war ein österreichischer Nationalsozialist und Führer der völkischen, agrarromantischen Artamanen-Bewegung.
Holfelder war in Österreich Mitglied der rechtsextremen Vaterländischen Bewegung. Er ging nach Deutschland, weil ihm nach einer Schießerei mit einem Todesopfer eine Strafverfolgung in Österreich drohte. Er lehrte im Auftrag der Artamanen als Dozent 1924 zunächst auf dem Rittergut Limbach in Sachsen unter Leitung von August Georg Kenstler und baute im gleichen Jahr zwei neue Artamschaften auf. Am 20. Juli 1925 trat er der NSDAP (Ortsgruppe Halle-Merseburg) bei (Mitgliedsnummer 11.385). 1927 wurde er Bundeskanzler der Artamanen. Zusammen mit Friedrich Schmidt soll er Heinrich Himmler für die Artamanen geworben haben. Bei einem Motorradunfall am 11. November 1928 verletzte er sich so schwer, dass er am 30. Januar 1929 starb.
Holfelder wurde durch Himmler (Übernahme der Grabpflege mit SS-Ehrenwache) und Richard Walther Darré mit einem Vorwort im Buch Neuadel aus Blut und Boden (Berlin 1930) geehrt.
Sein jüngerer Bruder war Albert Holfelder.